# الوشاش
الوشاش هي منطقة شعبية قديمة تقع غرب العاصمة بغداد على ضفاف ما كان يعرف بنهر الخر (وهو قناة كانت تابعة لنهر دجلة مندثرة حالياً)،
تسمى إدارياً حي المعري ومن أهم معالمها شطيط وسوق مفتن والبريد القديم ومركز الشرطة والسينما الصيفية.

## مناطق الوشاش
الوشاش منطقة شعبية تم بدء العمران بها منذ أواسط الخمسينات، يمر فيها الوشاش شارع طويل رئيسي يسمى بشارع الوشاش حيث تكثر فية المحلات الشعبية والمقاهي وبائعي الباقلاء.
وتتكون من 4 مناطق هي:
1. الوشاش القديمة أو تسمى العتيكة.
2. منطقة السوق (سوق مفتن نسبةً إلى (مفتن جار الله) وهو شخصية مهمة في الوشاش وكان مفوض في الشرطة في الزمن الملكي واتهم بتدبير انقلاب للحكم إبان عام 1969 - 1970 وأعدم هو ومجموعة أخرى في زمن البعثيين بداية السبعينات).
3. منطقة الحكام وهي القطاع الذي يقع نهاية السوق ويطل على الشارع العام جهة حي المتنبي.
4. منطقة حسين أفندي (حسين أفندي أحد إقطاعيي الزمن الملكي يملك مناطق شاسعة تمتد من الوشاش إلى حي الجامعة).
أما نهر الخر أو كما يسمى شطيط سابقا فكان نهراً كبيراً يمتد تاريخه إلى العهد العباسي، لكنه تقلص فبعد أن كان بعرض 20 متر قبل فترة الستينات أصبح بعرض 5 أمتار في السبعينات ثم جرى طمره نهائياً عام 1992 بعد أن غيرت الحكومة مجرى النهر.